# Isobare

Isobaren eines Wetterfrontsystems bei einem Orkan über den britischen Inseln

Eine Isobare (von altgriechisch ἴσος ísos ‚gleich‘ sowie βάρος báros ‚Druck‘) ist eine Isolinie jeweils gleichen Druckes ( {\displaystyle p={\text{const.}}}).
Insbesondere in der Meteorologie kennzeichnen die Isobaren auf meteorologischen Boden-Wetterkarten Orte mit gleichem Luftdruck. Messwerte benachbarter Orte dienen zur Bestimmung der Orte mit diesem Luftdruck. Alle so bestimmten Orte ergeben eine geschlossene Linie (Kurve). Die Maßzahl an den Isolinien wird in hPa angegeben. Eine Boden-Wetterkarte zeigt für ein Gebiet mehrere Isobaren, also neben der Isobare für 980 hPa auch die für 985 hPa usw. Die Abstände zwischen den Isobaren sind somit umgekehrt ein Maß für das Druckgefälle. 
Aus dem Verlauf der Isobaren lässt sich quer dazu die Windrichtung, und aus ihrem Abstand die Windstärke abschätzen (Abschätzung der Windgeschwindigkeit): Liegen die Isobaren enger beieinander, so ist der Druckgradient größer und damit der Wind stärker.
Die Angaben zum Luftdruck in Wetterkarten beziehen sich immer auf Meereshöhe. Die Werte der Messstationen müssen mit Hilfe der Reduktion auf Meereshöhe korrigiert werden. Wenn nicht anders angegeben, werden Isobaren allgemein für den Luftdruck von 1000 hPa und Werte im Abstand von 5 hPa eingezeichnet. In England, USA, Kanada und anderen angelsächsisch geprägten Staaten sind Abstände von 4 hPa üblich.
Der Einsatz von Isobaren in der Meteorologie geht auf Alexander Buchan (1829–1907) zurück.